# Covenant (Morbid Angel-album)
Covenant címmel jelent meg az amerikai Morbid Angel harmadik nagylemeze, 1993. június 22-én. Európában az Earache Records, míg Észak-Amerikában egy multikiadó a Giant Records adta ki az albumot. Ennek megfelelően a szülőket figyelmeztető „Parental Advisory” címkével került forgalomba az album. Az album producere a zenekar mellett az a Flemming Rasmussen volt, aki korábban a Metallica mellett vált világhírűvé. A lemez borítóján az okkultizmus és az ezoterika témakörében író Arthur Edward Waite The Book of Ceremonial Magic című könyve is megidézésre kerül. A borító bal oldalán a boszorkányság vádjával elítélt francia katolikus pap Urbain Grandier ügyét dokumentáló papír látható. Ennek megfelelően David Vincent dalszövegei ezen az albumon foglalkoznak leginkább az okkultizmussal és a sátánizmussal.
A hatékony promóció következtében a Covenant az addigi legsikeresebb Morbid Angel albumnak bizonyult, olyannyira, hogy máig ez a korong számít nemcsak az együttes, de az egész death metal műfaj legnagyobb példányszámban eladott albumának. A Nielsen SoundScan adatai szerint az albumból csak az Amerikai Egyesült Államokban több, mint 127.000 darab talált gazdára, míg világszerte félmilliónál is többet értékesítettek belőle. A sikerekhez nagymértékben hozzájárult a God of Emptiness klipje is, mely nemcsak a megfelelő zenei műsorokban volt látható, hanem az MTV Beavis and Butt-head sorozatában is. A koncerteken is állandóan játszott dalban újdonságott jelent Vincent dallamos vokalizálása. Zeneileg a Blessed Are the Sick albumra hajazó anyag született, mely ismét meggyőzte a rajongókat és a kritikusokat egyaránt. Steve Huey az AllMusic kritikusa négy és fél csillaggal jutalmazta az anyagot a lehetséges ötből, külön kiemelve Azagthoth és Sandoval technikás játékát.
A metalstorm.net a Morbid Angel és a műfaj egyik legkiemelkedőbb albumaként jellemezte az anyagot, külön kiemelve a korong tiszta és dinamikus hangzását. A lemezt 2017-ben a Rolling Stone magazin a Minden idők 100 legjobb metalalbuma listáján a 75. helyre rangsorolta.

## Számlista
1. Rapture (Trey Azagthoth, David Vincent) – 4:17
2. Pain Divine (Azagthoth, Vincent) – 3:58
3. World of Shit (The Promised Land)" (Azagthoth, Vincent) – 3:20
4. Vengeance Is Mine (Azagthoth, Vincent) – 3:15
5. The Lions Den (Vincent) – 4:45
6. Blood on My Hands (Azagthoth, Vincent) – 3:43
7. Angel of Disease (Azagthoth) – 6:15
8. Sworn to the Black (Azagthoth, Vincent) – 4:01
9. Nar Mattaru (Azagthoth) – 2:06
10. God of Emptiness (Azagthoth, Vincent) – 5:27
  - I: The Accuser
  - II: The Tempter

## Közreműködők
- David Vincent – basszusgitár, ének
- Trey Azagthoth – gitár, billentyűs hangszerek
- Pete Sandoval – dob
- Morbid Angel – producer
- Tom Morris – hangmérnök
- Flemming Rasmussen – producer, hangmérnök, keverés
- Luton Sinfield – fotó